# Álvaro Barba

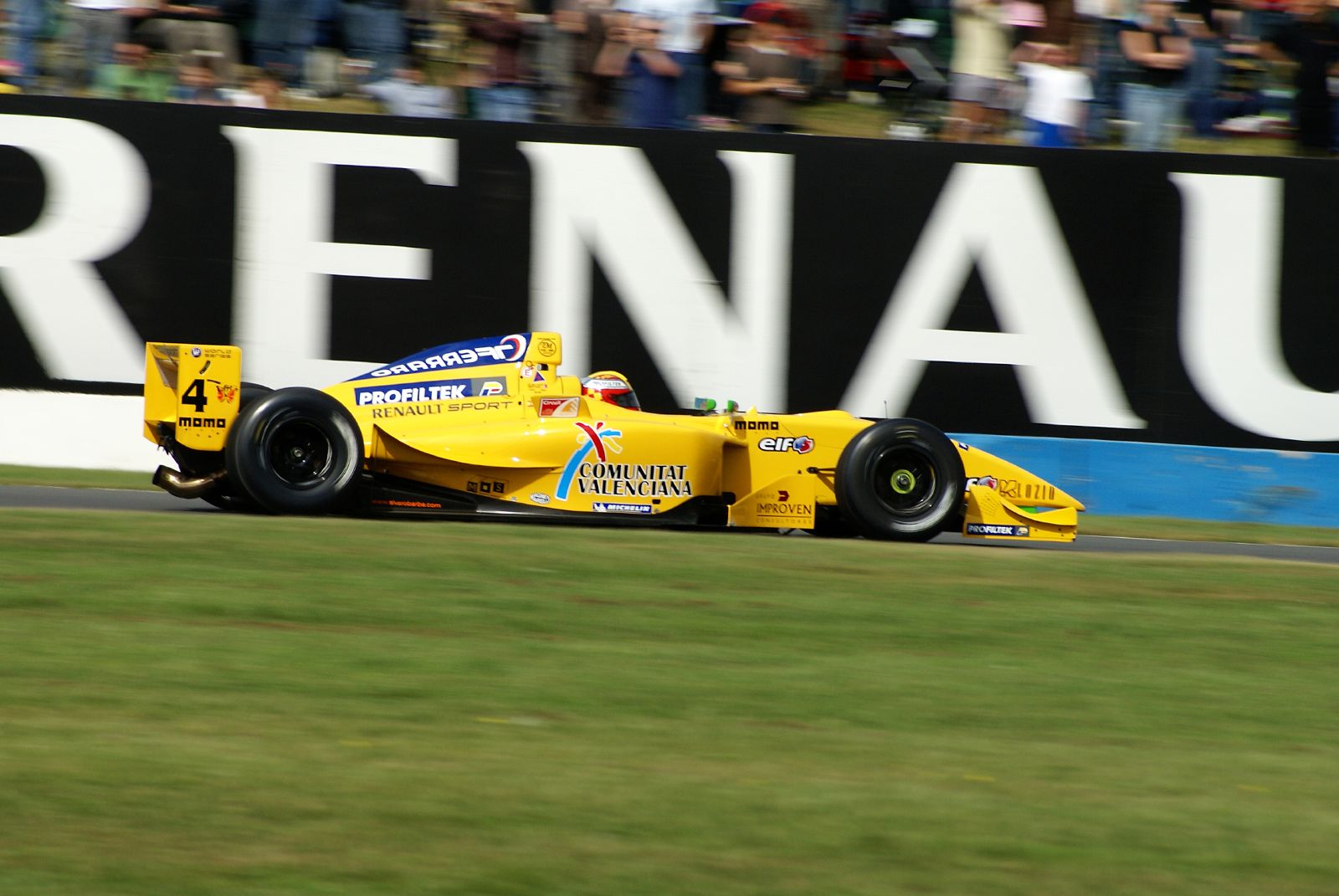
Barba in der World Series by Renault 2007

Álvaro Barba López (* 17. Februar 1984 in Sevilla) ist ein ehemaliger spanischer Rennfahrer. Er ist ein Bruder des Rennfahrers Marco Barba.

## Karriere
Barba begann seine Motorsportkarriere 1999 im Kartsport und blieb bis 2002 in dieser Sportart aktiv. 2002 wechselte er in den Formelsport und wurde auf Anhieb Vizemeister der spanischen Formel Junior. 2003 trat er sowohl in der World Series Light, in der er Zehnter wurde, als auch in der spanischen Formel-3-Meisterschaft, in der er den zwölften Gesamtrang belegte, an. 2004 blieb er in der spanischen Formel 3. Er wechselte zu Campos Racing und verbesserte sich auf den achten Platz in der Fahrerwertung. Außerdem nahm er an zwei Rennen der italienischen Formel-3-Meisterschaft teil. 2005 gewann er drei Rennen und wurde Fünfter in der Gesamtwertung. Sein Bruder Marco war in dieser Saison einer seiner Teamkollegen.
2006 wechselte Barba in die World Series by Renault zu Jenzer Motorsport. Er kam nur bei zwei Rennen in die Punkteränge und beendete seine erste Saison auf dem 26. Platz im Gesamtklassement. Bei den letzten drei Rennwochenenden war sein Bruder Marco sein Teamkollege. 2007 wechselte der Spanier zu International DracoRacing. Während sein Teamkollege Miloš Pavlović Dritter wurde, belegte Barba mit einem Sieg den neunten Platz in der Fahrerwertung. 2008 wurde er bei DracoRacing durch seinen Bruder Marco ersetzt. Álvaro Barba wechselte zum Prema Powerteam und wurde Teamkollege seines Landmanns Miguel Molina. Barba konnte abermals nicht mit seinem Teamkollegen mithalten. Während Molina Vierter in der Meisterschaft wurde, erreichte Barba mit vier Podest-Platzierungen den zehnten Platz in der Gesamtwertung. Außerdem nahm er an zwei Rennen der International GT Open teil.
2009 verließ Barba den Formelsport komplett und wechselte zu AF Corse in die FIA-GT-Meisterschaft, in der er sich mit Niki Cadei im Cockpit eines Ferrari F430 GTC abwechselte. Die beiden erzielten einen Klassensieg in Portimão und wurden Fünfte in der GT2-Wertung. 2010 wechselte Barba in die International GT Open und bildete zusammen mit Pierre Kaffer ein Team. Nach dem fünften Rennwochenende führten die beiden mit vier Siegen die Gesamtwertung an.

## Statistik

### Karrierestationen
- 1999–2001: Kartsport
- 2002: Spanische Formel Junior (Platz 2)
- 2003: World Series Light (Platz 10); spanische Formel-3-Meisterschaft (Platz 12)
- 2004: Spanische Formel-3-Meisterschaft (Platz 8)
- 2005: Spanische Formel-3-Meisterschaft (Platz 5)
- 2006: World Series by Renault (Platz 26)
- 2007: World Series by Renault (Platz 9)
- 2008: World Series by Renault (Platz 10)
- 2009: FIA-GT-Meisterschaft, GT2-Wertung (Platz 5)
- 2010: International GT Open